# ミナミハンドウイルカ
ミナミハンドウイルカ（南半道海豚、学名：Tursiops aduncus）は、鯨偶蹄目ハクジラ亜目マイルカ科ハンドウイルカ属に属するイルカの一種である。ミナミバンドウイルカとも呼ばれる。

## 分類
同じハンドウイルカ属に属するハンドウイルカ（バンドウイルカ）の亜種とされることもあったが、2000年の国際捕鯨委員会 (IWC) 科学委員会により別の種とされる。
また、ルデュックらは、ミナミハンドウイルカは「Tursiops 属（ハンドウイルカ属）」よりも「Stenella 属（スジイルカ属）」により近いと報告している。

## 形態・生態

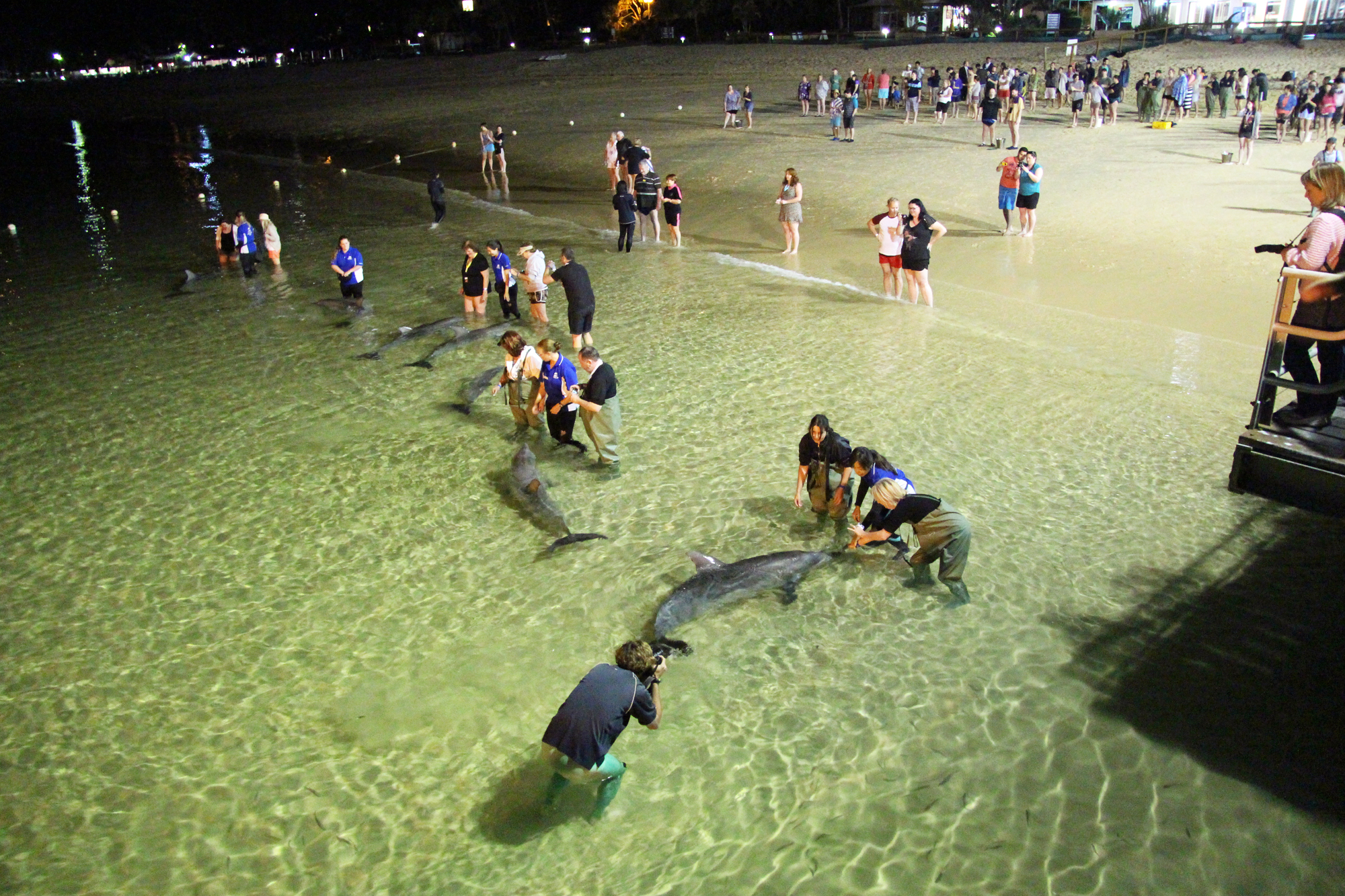
モートン島での餌付け。

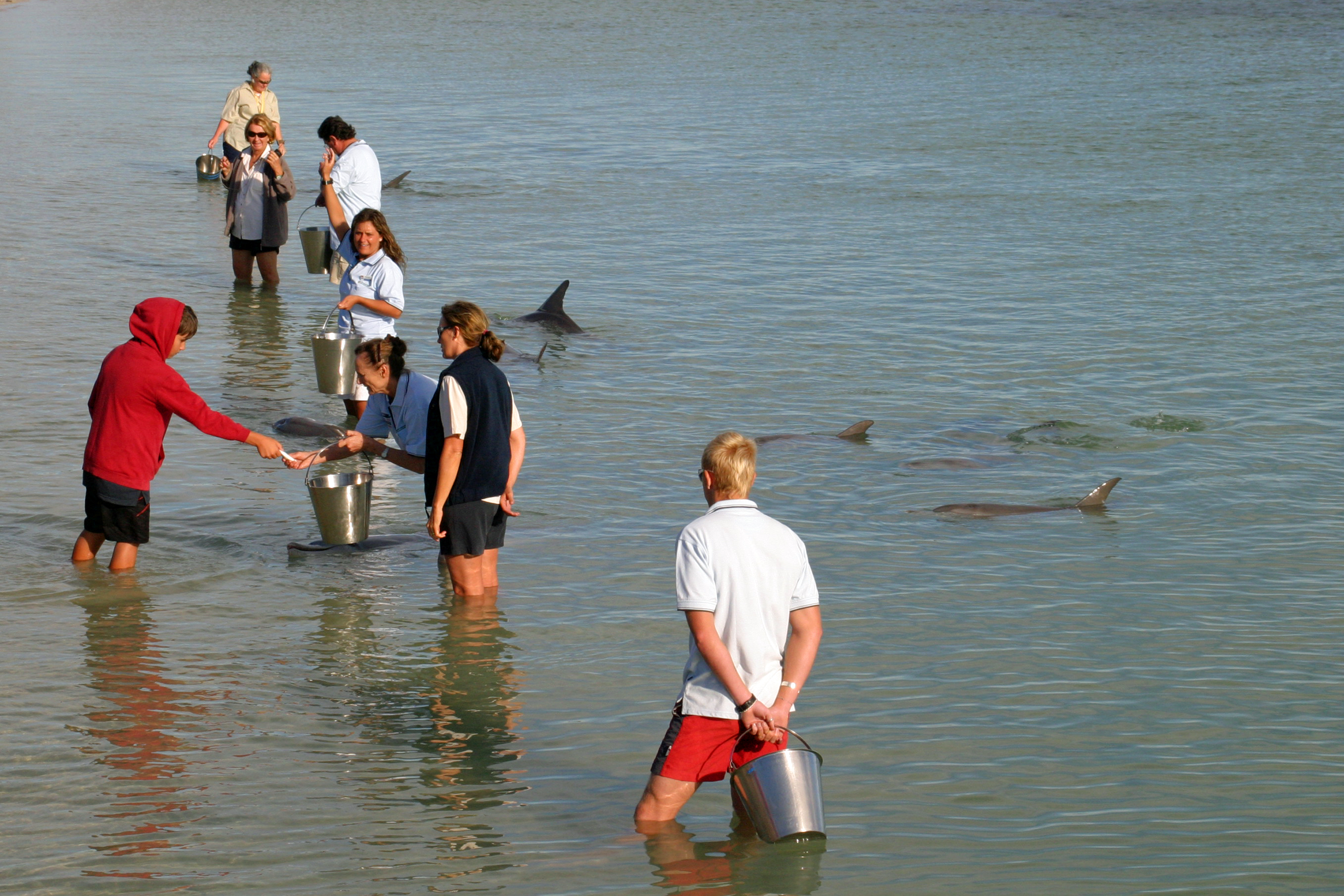
モンキーマイアでの餌付け。

ミナミハンドウイルカはほぼ全身灰色であるが、背側がやや濃い灰色で、腹側は明るい灰色である。成長すると腹部に斑点が現れるのがハンドウイルカと異なる。
成体の体長は2 mから3 mで、ハンドウイルカに比べるとやや小柄である。また吻がやや細長い点も異なる。
10から20頭程度の群を成すことが多いが、1頭の場合もあるし、100頭以上の大きな群も見られる。
食性については、ミナミハンドウイルカとハンドウイルカを区別した研究がされていないが、西日本以南で得られた標本はミナミハンドウイルカが含まれている可能性はある。
母親を失った子供に対して、別のメスが授乳を行う場合もあることが確認されている。
オーストラリアでは、モートン島やモンキーマイアにて野生個体への餌付けが長年行われており、イルカ達も人間に非常に慣れているとされる。
2023年に福井県の若狭湾岸に出現した個体は、人間とのスキンシップの最中に体当たりや噛み付きなどの行動を繰り返し行い、複数の海水浴客を負傷させたことで注目を集めた。該当個体に関しては、水晶浜海水浴場#野生イルカの出没問題を参照。

## 分布
北太平洋の西側、オーストラリア付近の南太平洋、インド洋などの温暖な海の沿岸に生息する。
日本列島では、小笠原諸島や伊豆諸島、七尾湾、若狭湾、天草諸島、鹿児島湾、奄美大島等の南西諸島の各地など、西日本を中心とした各地に定着した個体群が存在し、国内のホエールウォッチングで観察対象になっていたり、ドルフィンスイムと称して一緒に泳ぐ対象になっているのは、多くの場合はハンドウイルカではなく、このミナミハンドウイルカである。
富山湾の水系である七尾湾には、2001年ごろから本種の群れが定着しているが、本種がこの様な緯度と気候に定着する事例は珍しいとされている。

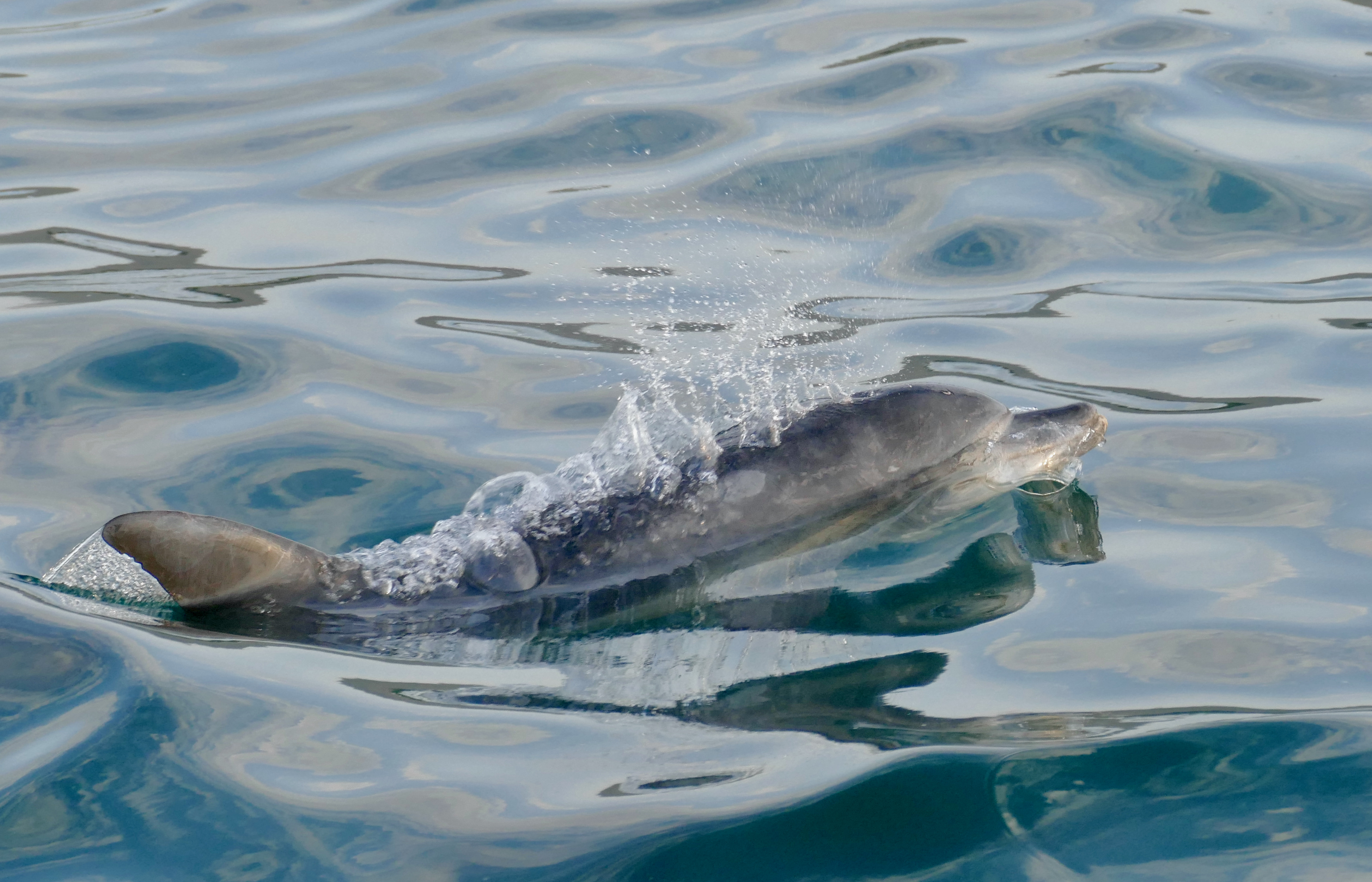
南アフリカのハーマナス (Hermanus) [注 2]にて
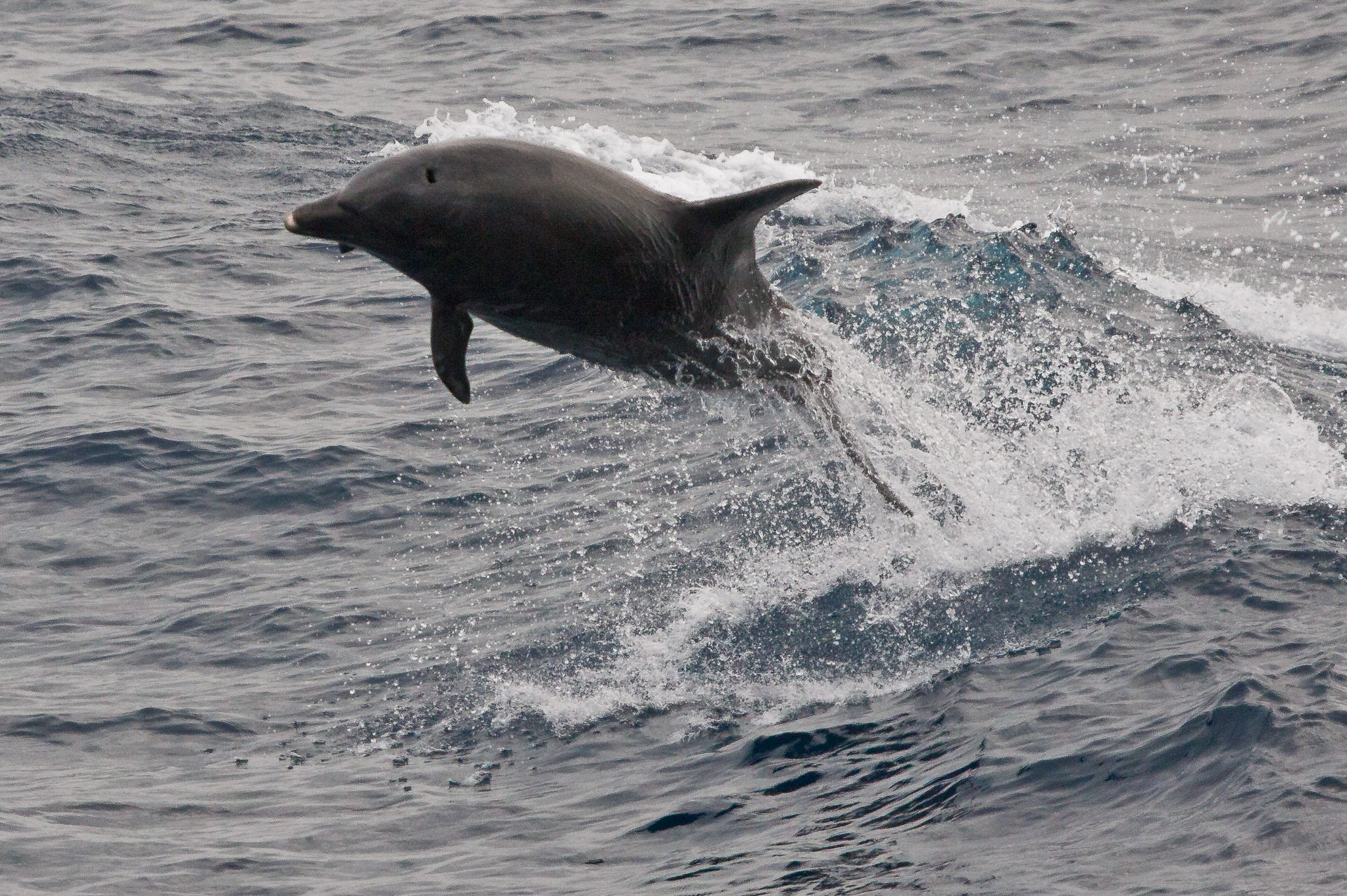
インドのケララ州にて
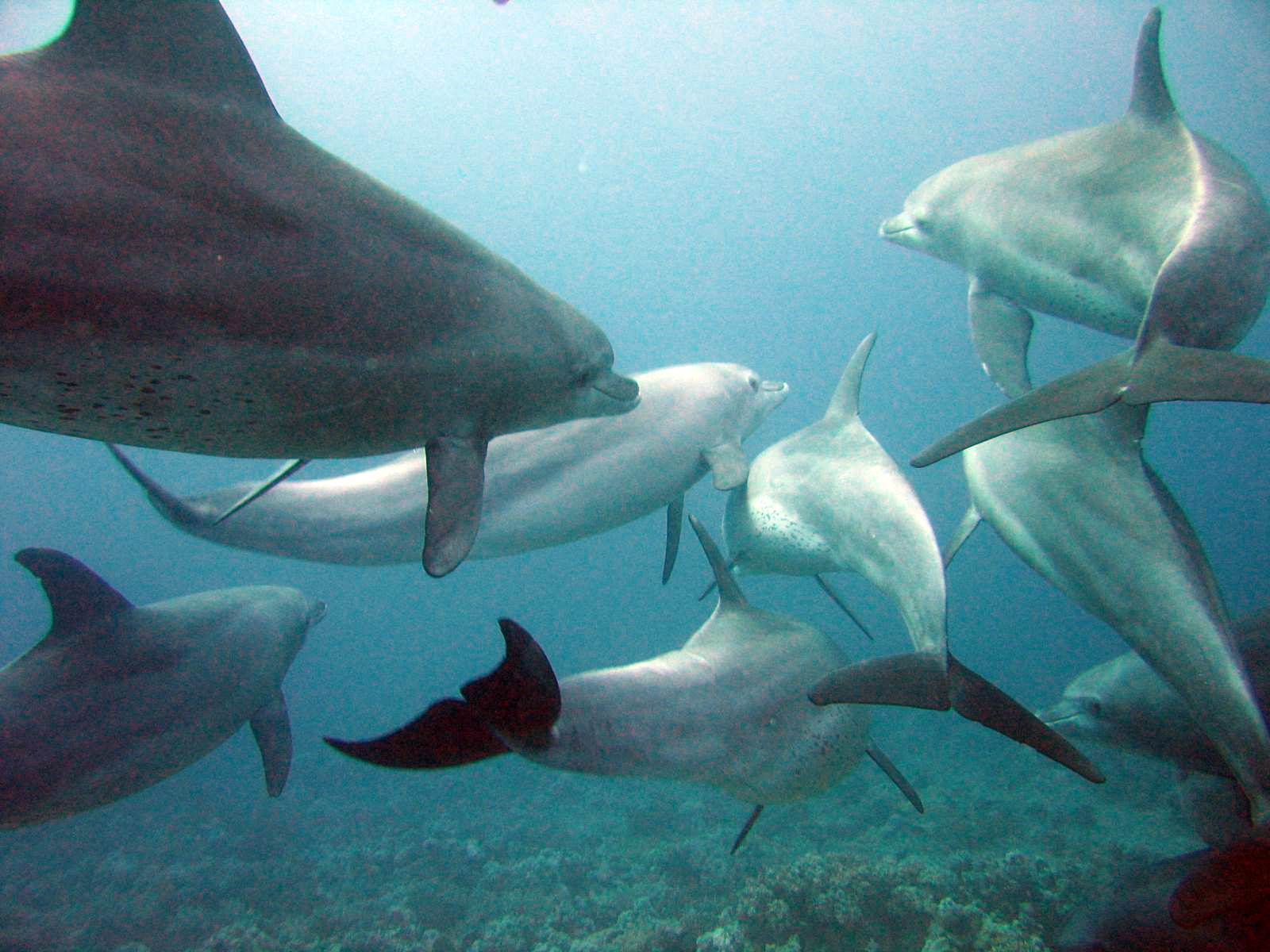
紅海にて
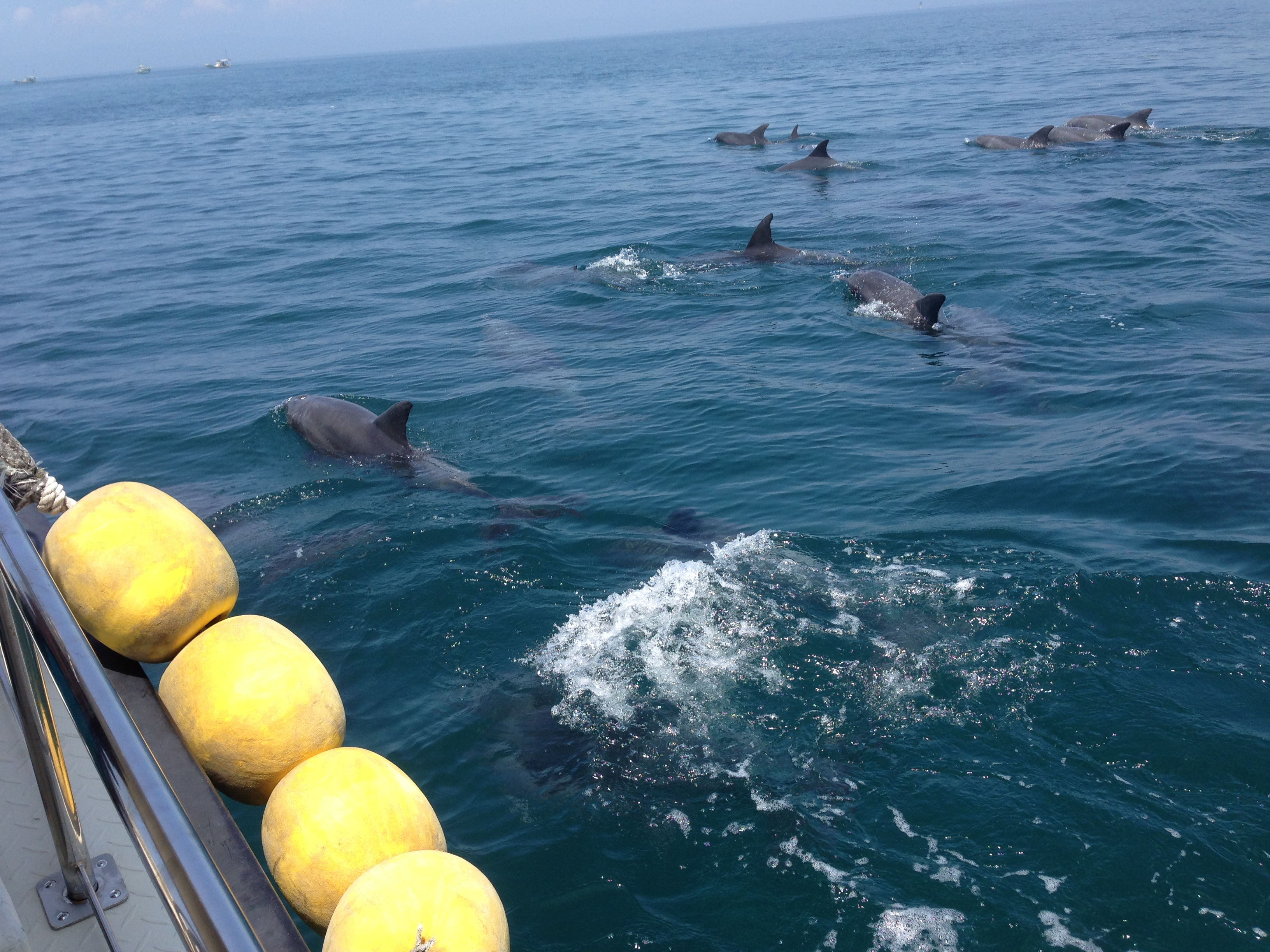
天草市五和町にて
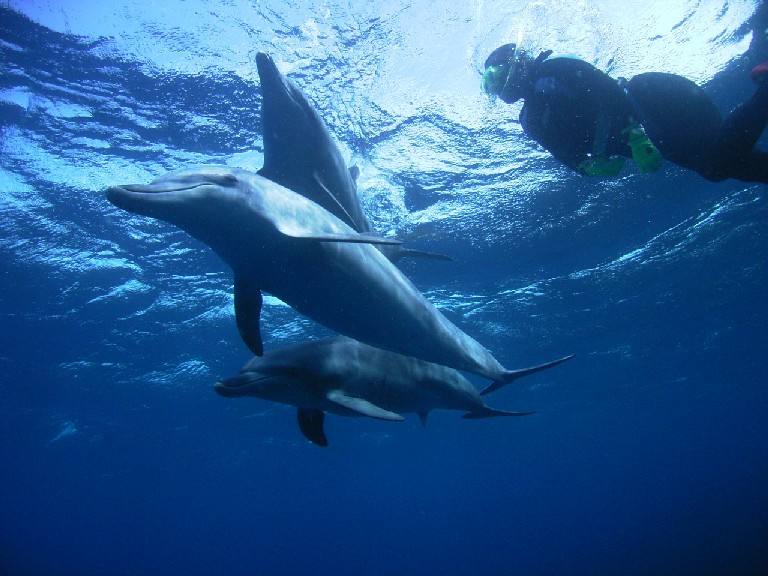
御蔵島にて